# Kyrksjön (Vissefjärda socken, Småland)
Kyrksjön är en sjö i Emmaboda kommun i Småland och ingår i Lyckebyåns huvudavrinningsområde. Sjön har en area på 1,1 kvadratkilometer och ligger 106,9 meter över havet. Sjön avvattnas av vattendraget Lyckebyån. Vid provfiske har bland annat abborre, björkna, braxen och gädda fångats i sjön.

## Delavrinningsområde
Kyrksjön ingår i det delavrinningsområde (626909-148749) som SMHI kallar för Utloppet av Kyrksjön. Medelhöjden är 115 meter över havet och ytan är 30,36 kvadratkilometer. Räknas de 31 avrinningsområdena uppströms in blir den ackumulerade arean 565,77 kvadratkilometer. Avrinningsområdets utflöde Lyckebyån mynnar i havet. Avrinningsområdet består mestadels av skog (55 procent), öppen mark (19 procent) och jordbruk (11 procent). Avrinningsområdet har 1,81 kvadratkilometer vattenytor vilket ger det en sjöprocent på 6 procent. Bebyggelsen i området täcker en yta av 1,19 kvadratkilometer eller 4 procent av avrinningsområdet.

## Fisk
Vid provfiske har följande fisk fångats i sjön:
- Abborre
- Björkna
- Braxen
- Gädda
- Gös
- Löja
- Mört
- Sarv
- Sutare